# Spica (banda)
Spica (hangul: 스피카, estilizado como SPICA) fue un grupo femenino surcoreano formado en 2012 por B2M Entertainment. El grupo estaba integrado por cinco miembros: Sihyun, Boa, Narae, Jiwon y Bohyung. Su primer sencillo, Doggedly, se lanzó el 10 de enero de 2012, seguido de su miniálbum debut Russian Roulette, que se lanzó el 8 de febrero de 2012.  Las integrantes Jiwon y Bohyung, previamente a su debut con el grupo, intentaron sin éxito unirse a otros grupos musicales. En su trayectoria de cinco años, lanzaron como grupo dos extended plays, seis sencillos digitales, tres sencillos promocionales y nueve videos musicales. El grupo se disolvió en 2017, después de que se indicara que las integrantes se enfocarían en sus actividades en solitario, pero se anunció que no se descartaba un posible regreso del grupo en un futuro.

## Historia

### 2012: Debut,Doggedly,Russian RouletteyLonely
A comienzos de 2012, B2M Entertainment anunció que  debutaría un grupo femenino. Su nombre hace alusión a Spica, la estrella más brillante en la constelación de Virgo. El 10 de enero de 2012 el grupo lanzó su primer sencillo digital, «Doggedly» (독하게; también traducido «Potently»). El video musical atrajo un gran interés, al incluir a Lee Hyori.
El 21 de enero, B2M Entertainment anunció que el grupo tendría su debut formal con un miniálbum, llamado Russian Roulette. El video musical se lanzó el 7 de febrero.  El álbum se comenzó a promocionar más tarde en el programa televisivo M! Countdown. La letra de la canción tuvo que ser cambiada para cumplir con la política de emisión de MBC. El grupo lanzó un extended play llamado Painkiller el 29 de marzo.
Spica regresó con su segundo EP llamado Lonely el 21 de noviembre. Trabajaron otra vez con Sweetune, quien también había producido Russian Roulette. El grupo primero promovió la canción en Music Bank el 23 de noviembre, y realizó una presentación de despedida el 6 de enero en Inkigayo. Otras canciones en el álbum son «With you», escrita por Kim Boa, «That Night» (그날 밤), escrito por Kim Bohyung, y «Since you're out of my life». El álbum llegó al número 8 en la lista semanal Gaon Chart, habiendo vendido 2.113 copias físicas.

### 2013-2014:You Don't Love Me, debut en EE.UU., subgrupo yGhost

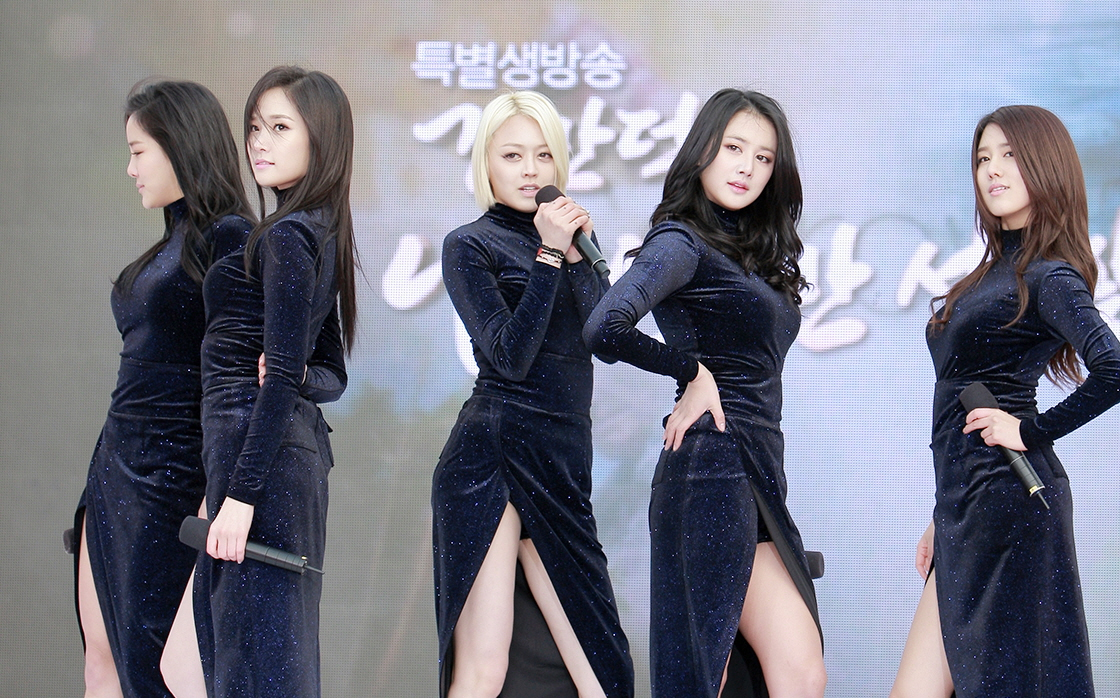
Spica en el Plaza Seúl el 13 de febrero de 2014.

En 2013, Spica apareció en el programa de televisión de OnStyle Lee Hyori X Unnie en el cual fueron aconsejadas por Le Hyori.  El show fue filmado durante el período de promoción de Monochrome de Lee Hyori, culminando con el retorno de la banda en agosto. El 27 de agosto, B2M Entertainment liberó un sencillo digital, «Tonight», junto con un vídeo de música con la colaboración y producción de Lee Hyori y su marido, Lee Sangsun. La letra de Tonight fue escrita por Boa y Lee Hyori, y la canción original la escribió Dsign Music. El 30 de agosto, Spica hizo una presentación de regreso en Music Bank.  Con este sencillo, el grupo se ubicó entre los 10 mejores en el Gaon Music Chart para la semana del 25 al 31 de agosto, quedando décimo en la general y octavo en la lista de descargas.
El 26 de enero de 2014, Spica lanzó «You Don't Love Me», un sencillo musical y visualmente influenciado por la música soul de los años '60. Continúa la relación con Lee Hyori y su equipo de producción, siendo Kim Boa y Lee Hyori coautoras de la letra. Spica también grabó una canción para el drama coreano Witch's Romance llamada «Witch's Diary».
En agosto, Spica se asoció con Billboard para liberar su primer encillo en inglés. El sencillo, «I Did It», fue producido por Oliver Goldstein, Cory Enemy and Daniel Merlot. La canción y su video musical se lanzaron el 6 de agosto, e hicieron su debut en EE. UU. con una presentación en KCON. Ryan Book de The Music Times dijo que la canción «tiene una actitud muy Beyoncé, transmitiendo con música pop el empoderamiento de la mujer».
En septiembre de 2014, B2M Entertainment formó un subgrupo de Spica llamado Spica.S (Spica Special). El subgrupo está compuesto por cuatro miembros: Park Sihyun, Park Narae, Yang Jiwon, y Kim Bohyung. El 11 de septiembre de 2014, el grupo debutó con el sencillo «Give Your Love» producido por Brave Brothers.
El 5 de noviembre, el grupo lanzó el sencillo digital «Ghost», producido por Sweetune. El video musical fue dirigido por Lee Sa-gang e incluyó escenas del grupo tomadas semana de modas primavera/verano de Seúl en Dongdaemun Design Plaza.

### 2015-2017: Cambio de firma,Secret Timey disolución
En marzo de 2015, Spica grabó la canción «Because of You» para la banda sonora de Super Daddy Yeol.
En diciembre de 2015, Spica firmó un contrato exclusivo con la compañía discográfica CJ E&M. El 15 de marzo, estuvieron presentes en KCON Abu Dhabi junto con otros artistas. En febrero de 2016, se anunció que lanzarían un nuevo miniálbum en abril, pero el álbum se retrasó.
Bo-hyung concursó en el programa de canto de JTBC Girl Spirit, que busca resaltar a las vocalistas principales de los grupos femeninos menos conocidos. El primer episodio de emitió el 19 de julio de 2016. Eventualmente, Bo-hyung ganó el concurso.
El 15 de agosto de 2016, Spica regresó después de dos años sin actividad con el lanzamiento de un sencillo digital, Secret Time.
El 6 de febrero de 2017, CJ E&M anunció la disolución del grupo y que las miembros seguirían caminos separados.
El 7 de febrero, Narae expresó que simplemente decidieron enfocarse en sus carreras como solistas, pero que no descartaban una posible reunión del grupo en un futuro.

## Miembros

### Sihyun
Park Si-hyun (Hangul: 박시현), nacida como Park Ju-hyun (Hangul: 박주현) el 29 de noviembre de 1986 en Corea del Sur Fue llamada Si-hyun por su familia desde su infancia, pero fue conocida como Park Ju-hyun cuando Spica debutó. En octubre de 2014, B2M Entertainment anunció que Park cambiaría su nombre legal a Park Si-hyun, y utilizaría ese nombre en el futuro. Park también actuó y modeló, apareciendo por ejemplo en los videos de «Let It Go» de Heo Young Saeng y «Bad Girls» de Lee Hyori. 
El 17 de septiembre de 2012, se confirmó que estaba saliendo con Jun Jin de Shinhwa, pero dos meses más tarde, el 12 de noviembre de 2012, se reveló que se habían separado. Era la rapera principal del grupo.

### Boa
Kim Bo-ah (Hangul: 김보아), nació el 14 de enero de 1987 en Corea del Sur. Antes de debutar con Spica, trabajó con el equipo de producción Sweetune, haciendo coros y armonización para varios artistas y grupos coreanos. También fue profesora de canto para Kara, Rainbow e Infinite, bajo Sweetune. En febrero de 2014, Boa y Eric Nam grabaron un cover de la canción «Say Something».

### Narae
Park Na-rae (Hangul: 박나래), nació el 23 de febrero de 1988 en Incheon, Corea del Sur. Después de la secundaria, asistió a la Kyung Hee University, donde se unió al departamento de música posmoderna. En 2009, participó en el show de talentos Superstar K, quedando octava entre los 10 mejores, quienes lanzaron un álbum de estudio, Love, incluyendo «I love you», de Park. En 2013, apareció en la canción de Mando & Chigi llamada «He Says, She Says», y se unió a ellos para promover la canción en varios shows musicales.

### Jiwon
Yang Ji-won (Hangul: 양지원), nació el 5 de abril de 1988 en Seúl, Corea del Sur. En 2007, iba a formar parte del grupo Five Girls con la firma Good Entertainment, integrado también por Uee de Afterschool, Hyoseong de Secret, Yubin de Wonder Girls y G.NA, pero nunca llegaron a debutar por problemas de financiación. Jiwon después firmó con Core Contents Media, e iba a debutar con T-ara en 2009. Antes del debut, el grupo grabó una canción para la banda sonora de Cinderella Man llamada «Good Person». Aun así, Jiwon fue retirada antes del debut del grupo, a comienzos de junio de 2009, debido a diferencias creativas. Dejó Core Contents Media en 2010, cambiándose a B2M Entertainment en 2011.
Jiwon también debutó como actriz en 2008 protagonizando la película coreana Death Bell. También apareció en varios videos musicales. Apareció en el video musial de Boyfriend «I'll Be There» en diciembre de 2011, y junto a Kim Kyu-jong en el video musical «Yesterday» de su álbum Turn Me On. En 2013, apareció en el video musical de «Shower of tears» de Baechigi junto con Ailee. En el video, se la ve cantando la canción pero, en su lugar, se escucha la voz de Ailee. Debido a problemas de agenda, Jiwon la suplantó como vocalista para promover la canción en programas musicales con Baechigi. La canción ganó un premio K-Chart de M! Countdown el 31 de enero, mientras Jiwon cantaba con ellos.

### Bohyung
Kim Bo-hyung (Hangul: 김보형), nació el 31 de marzo de 1989 en Seúl, Corea del Sur. Con diecinueve años de edad, participó en el show musical Chin Chin Singing Festival de Central Multi Broadband. Cantó la canción «Such a Thing», del primer álbum de estudio de Hwayobi, My All, y fue muy elogiada por sus habilidades de canto. Ganó el premio de oro (primer lugar) por la CMB Chin Chin Singing Competition. Audicionó para la agencia JYP Entertainment en 2007, la cual más tarde dejó por asuntos eprsonales. En 2008, se unió a YG Entertainment y se estaba preparando para debutar con 2NE1. Aun así, en mayo de 2009, fue retirada del grupo por diferencias en el estilo musical. Antes de dejar la agencia, Yang Hyun-suk, el CEO de YG Entertainment, escribió una carta de recomendación y la presentó a B2M Entertainment. En 2013, Bohyung lanzó un sencillo como solista, «Crazy Girl», compuesto por Lee Hyori.

## Discografía

### EPs
- Russian Roulette (2012)
- Lonely (2012)

## Filmografía

### Doramas
| Año  | Título                 | Agencia | Miembro(s) | Rol         |
| ---- | ---------------------- | ------- | ---------- | ----------- |
| 2015 | Divorce Lawyer in Love | SBS     | Yang Jiwon | Yoo Hye-rin |

### Espectáculos de variedades y apariciones en televisión
| Año       | Título                                | Agencia        | Miembro(s)                |
| --------- | ------------------------------------- | -------------- | ------------------------- |
| 2012      | Romantic and Idol Season 2            | tvN            | Yang Jiwon                |
| 2012      | Let's Go Dream Team                   | KBS            | Todas                     |
| 2012      | Weekly Idol                           | MBC Every 1    | Todas                     |
| 2013      | Lee Hyori X Unnie                     | OnStyle        | Todas                     |
| 2013      | Weekly Idol                           | MBC Every 1    | Todas                     |
| 2013      | Hello Counselor                       | KBS            | Kim Boa y Yang Jiwon      |
| 2014      | World Changing Quiz Show              | MBC            | Kim Bohyung y Park Sihyun |
| 2014      | Seo In Yeong's Star Beauty Show       | SBS            | Todas                     |
| 2015      | Her Secret Weapon                     | MBC Every 1    | Park Sihyun               |
| 2015      | Match Made in Heaven Returns          | MBC            | Yang Jiwon                |
| 2015      | TrueMe Show                           | Beauty Station | Park Narae                |
| 2016      | Girl Spirit                           | JTBC           | Kim Bohyung               |
| 2016 2017 | Hip Hop Tribe-Game of Throne Season 2 | JTBC           | Kim Boa                   |

## Premios y nominaciones

### Mnet Asian Music Awards
| Año  | Categoría              | Destinatario | Resultado |
| ---- | ---------------------- | ------------ | --------- |
| 2012 | Best New Female Artist | Spica        | Nominado  |